# 汉斯-约阿希姆·罗奇

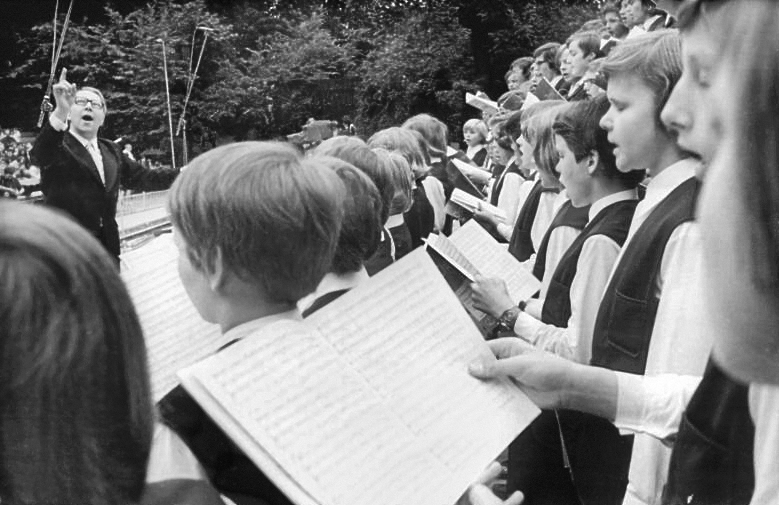
莱比锡的圣托马斯合唱团在圣托马斯乐长汉斯-约阿希姆·罗奇的指导下，于在爱尔福特的露天舞台上举办的一场音乐会

汉斯-约阿希姆·罗奇（德語：Hans-Joachim Rotzsch，1929年4月25日—2013年9月25日），出生于莱比锡，是一位德国男高音、合唱指挥。他是有记录以来第一位出生于莱比锡的圣托马斯乐长（Thomaskantor）。

## 生平

### 早年
罗奇1929年出生于莱比锡。在成为圣托马斯乐长之前，罗奇同前两位乐长关系密切。1940年至1945年，罗奇就读于托马斯（Kurt Thomas）的法兰克福音乐中学（Musisches Gymnasium Frankfurt am Main ）。罗奇接着在莱比锡门德尔松音乐戏剧学院（Hochschule für Musik und Theater "Felix Mendelssohn Bartholdy" Leipzig ）跟随拉明（Günther Ramin ）学习管风琴。直到1949年之前，罗奇是一位汽车修理工。之后，罗奇又改在莱比锡音乐学院学习教堂音乐，并于1953年毕业。

### 1954–72年
1954年，在巴塞尔的一场巴赫《约翰受难曲》音乐会上，罗奇在简短准备之后顶替原来的男高音独唱上台表演，以出色的表现获得了认可。之后，罗奇同圣托马斯合唱团（Thomanerchor Leipzig）有了紧密的联系，他成了圣托马斯合唱团经常性的客座独唱，并于1953年成立了莱比锡巴赫独唱家乐团（Leipziger Bachsolisten）。同时，拉明还向罗奇传授了合唱团发声训练的技巧。1963年至1973年年，罗奇负责莱比锡大学合唱团（Leipziger Universitätschor）。罗奇了大量的合唱指挥经验使他在1972年成为了小茂尔斯伯格（Erhard Mauersberger）理所当然的接班人。

### 圣托马斯乐长
罗奇把圣托马斯合唱团的少年歌手从80名增加到90名，之后还增至93名。此举使得高音声部更为饱满。罗奇同该团大量演出和录音，录制了巴赫与其他圣托马斯乐长的合唱音乐，此外还包括其他宗教合唱曲。许多录音现在都以CD形式重新发行。罗奇担任圣托马斯乐长的职位直至1991年，下一任乐长是比勒（Georg Christoph Biller）。1992年至2000年，罗奇是萨尔斯堡莫扎特大学（Universität Mozarteum Salzburg）的新教教堂音乐客座教授。